# Вікіпедія мовою сесото
Вікіпедія мовою сесото — розділ Вікіпедії мовою сесото. Створена у 2003 році. Вікіпедія мовою сесото станом на 19 серпня 2025 року містить 1479 статей, 11 907 зареєстрованих користувачів, 40 активних дописувачів, 1 адміністратора
. Загальна кількість сторінок у Вікіпедії мовою сесото — 5321, редагувань — 33 883, мультимедійні файли відсутні
. Глибина (рівень розвитку мовного розділу) Вікіпедії мовою сесото середня і становить 43 пункти
. 

## Історія
- Жовтень 2010 — створена 100-та стаття[3].

## Статистика
Відвідуваність головної сторінки Вікіпедії мовою сесото за останні три місяці: